# Pasaje a Venezuela
Pasaje a Venezuela es una película española de comedia sobre el tema de la inmigración, estrenada en 1957, coescrita y dirigida por Rafael J. Salvia y protagonizada en los papeles principales por José Luis Ozores, Simone Bach y María Martín.
El guion de la película fue galardonado en la edición de 1954 de los Premios del Sindicato Nacional del Espectáculo.

## Sinopsis
Andrés es un joven, ambicioso y soñador que vive con su padre y su hermana. Trabaja en un banco pero gana muy poco dinero. Un amigo suyo, que ha emigrado a Venezuela, le escribe y le anima para que siga su ejemplo y busque fortuna al otro lado del océano. Aunque está dispuesto a irse, algunos hechos demoran su marcha. Un día camino del trabajo conoce en el autobús a Carmen, una chica con la que podría tener una relación si se quedara. Por otra parte, Tomás Cervera, un asentador del Puerto de Barcelona, le propone un negocio vendiendo cajas de pescado que le obliga a dejar el trabajo en el banco.

## Reparto
- José Luis Ozores ... Andrés
- Simone Bach ... Carmen Alfaro
- María Martín ... Hermana de Andrés
- Jesús Colomer ... Matías
- Miguel Fleta ... Sebastián
- Estanis González ... Empleado del banco
- Gustavo Re ... Comerciante de pescado
- José Sazatornil ... Tomás Cervera